# Wilhelm Leichum
Wilhelm Leichum, född 12 maj 1911 i Neu-Isenburg i Hessen, död 19 juli 1941 i Nizjnij Novgorod, var en tysk friidrottare.
Leichum blev olympisk bronsmedaljör på 4 x 100 meter vid sommarspelen 1936 i Berlin.
Han dog under strid på östfronten i andra världskriget.